# Парад на Красной площади 9 мая 2025 года
Парад Победы на Красной площади 9 мая 2025 года прошёл в Москве в честь 80-й годовщины окончания Великой Отечественной войны. Он стал четвёртым парадом Победы после начала полномасштабного российского вторжения на Украину. В параде участвовали 16 000 военнослужащих, в том числе военнослужащие из 13 иностранных государств. Было представлено 183 единицы военной техники. На параде присутствовали лидеры 29 иностранных государств. Парад принял министр обороны РФ Андрей Белоусов.

## Подготовка к параду

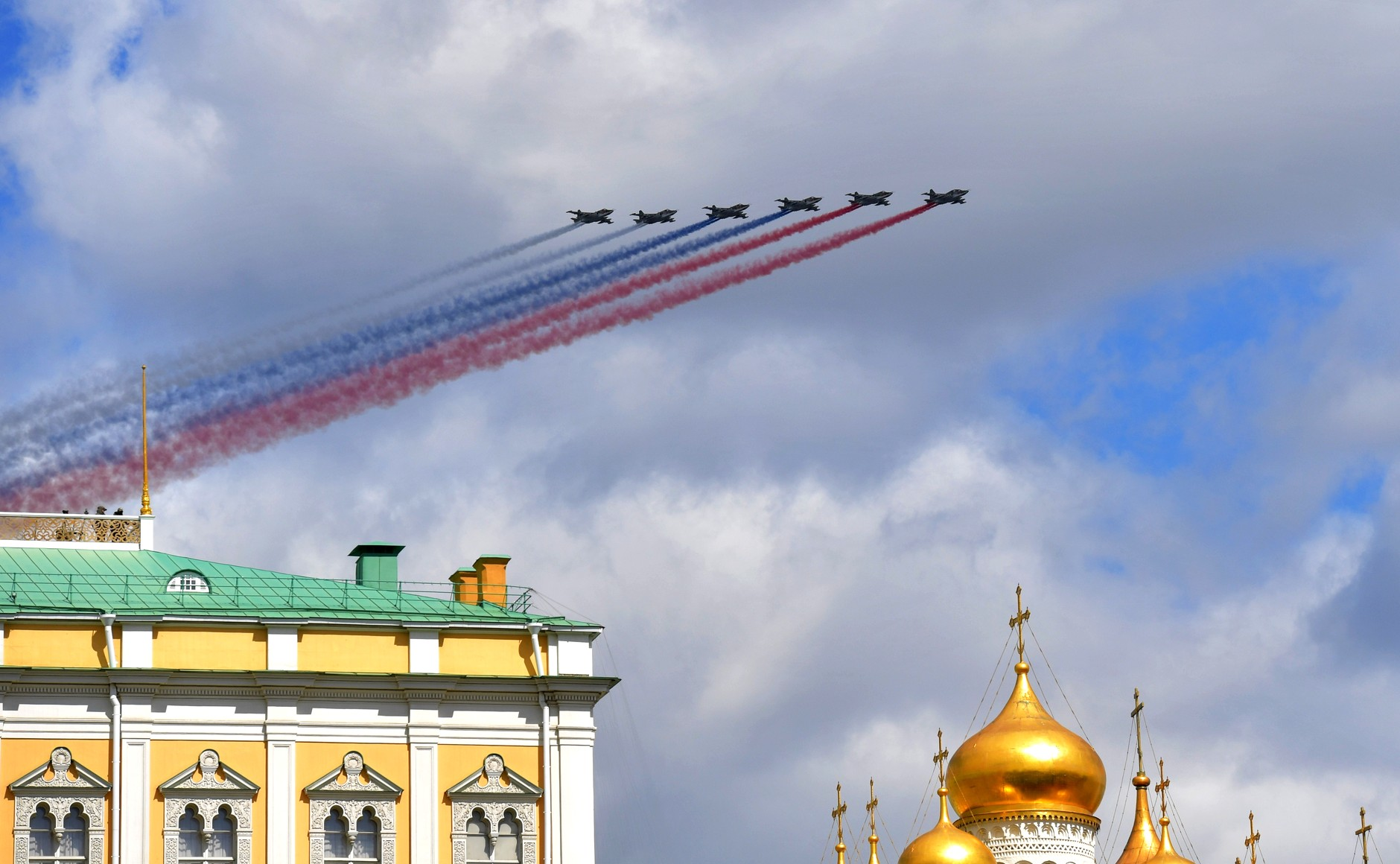
Авиационная часть Парада с выпуском Цветной дым из 6 самолётов в расцветках флага

19 ноября 2024 года в Музее Победы на Поклонной горе в Москве был представлен официальный логотип празднования 80-летия Победы в Великой Отечественной войне.
15 января 2025 года на заседании комитета по организации празднования 80-летия Победы Белоусов заявил о начале подготовки к параду, который должен состояться в Москве, восьми городах-героях и ещё в 19 городах, где дислоцированы военные штабы.
4 сентября 2024 года пресс-секретарь президента России Дмитрий Песков заявил, что Россия не пригласит на юбилейный парад Победы в Москве глав недружественных ей стран.
28 ноября президент России Владимир Путин пригласил руководителей и воинские формирования государств-членов ОДКБ принять участие в параде на Красной площади Москвы.

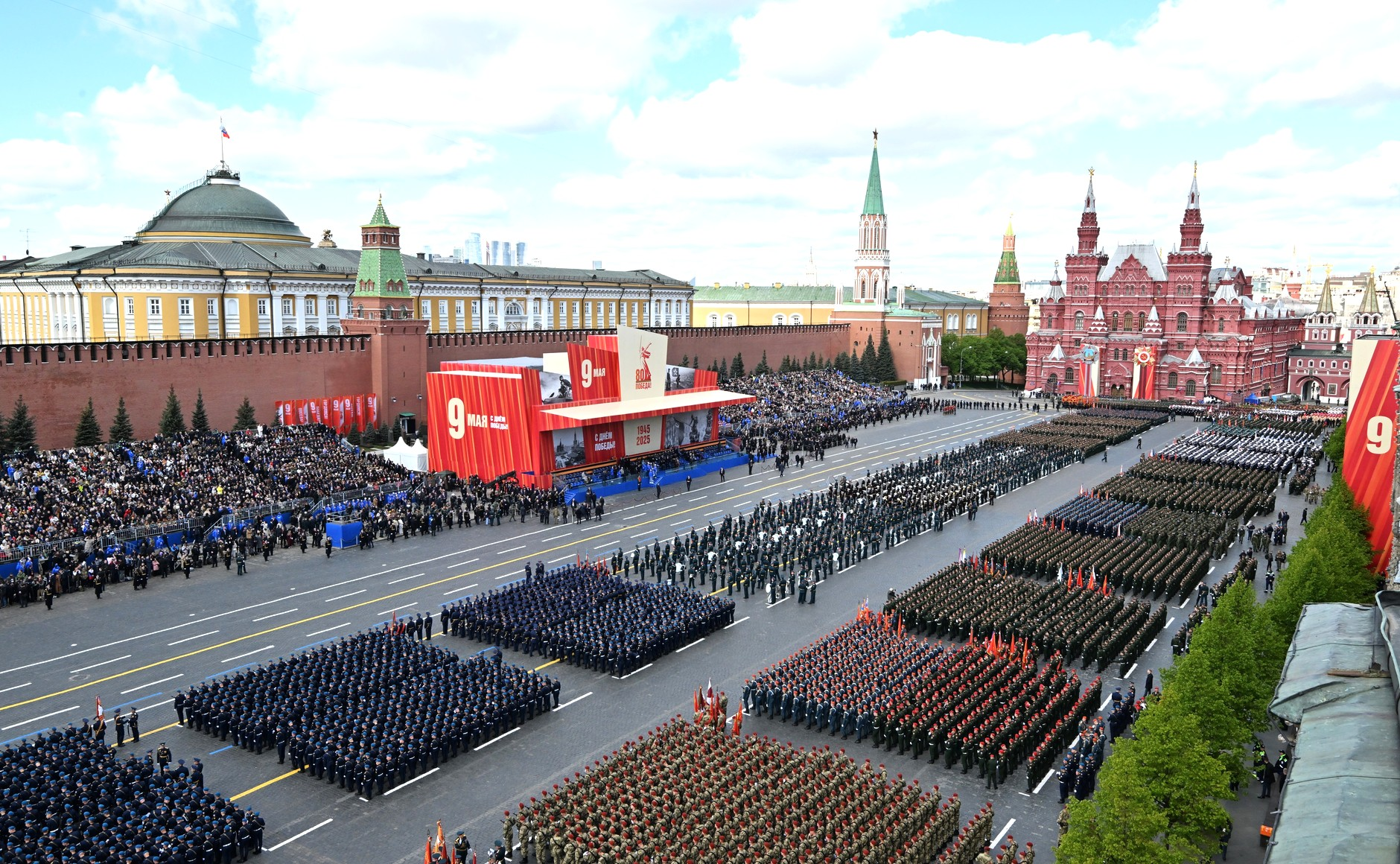
Дальний план парадных расчётов на Красной площади

15 января 2025 года министр обороны РФ Андрей Белоусов заявил, что на парад в Москве ожидается участие военных подразделений из 19 «дружественных» государств, из которых 10 уже подтвердили своё присутствие. Среди них — семь стран, ранее входивших в состав СССР.
13 апреля Европейский союз дал понять государствам-кандидатам, что им не следует посещать парад. 14 апреля верховный представитель Союза по иностранным делам и политике безопасности Кая Каллас предостерегла европейских лидеров от участия в военных торжествах в Москве 9 мая.
В начале мая Латвия, Литва и Эстония объявили, что не позволят использовать своё воздушное пространство для полётов в Москву для участия в военном параде 9 мая. Ими был заблокирован перелёт премьер-министра Словакии Роберта Фицо и президента Сербии Александра Вучича.
3 мая президент Украины Владимир Зеленский заявил, что Украина не может гарантировать другим странам безопасность их представителей во время запланированных поездок в Москву на парад 9 мая. 6—8 мая, в связи с многочисленными атаками украинских БПЛА (под удары также попали военные аэродромы Шайковка в Калужской области и Кубинка в Подмосковье, где дислоцированы пилотажные группы «Русские витязи» и «Стрижи»), в европейской части России произошёл «авиаколлапс» — аэропорты и авиакомпании работали с перебоями, часть рейсов была отменена и перенесена, пассажиры провели часы в запертых самолётах. В Москве приостанавливали работу четыре аэропорта — Внуково, Домодедово, Шереметьево и Жуковский.
С 7 мая в Москве возникли проблемы с оплатой и переводами денег в банковских приложениях. Система быстрых платежей также работала нестабильно. Возникли проблемы с такси — цены на поездки выросли в несколько раз на фоне проблем с мобильным интернетом. Поездки на электросамокатах также были ограничены.
Накануне военного парада был отключён мобильный интернет по всему городу.
Впервые из-за парада были закрыты все рестораны, кафе и магазины по пути маршрута проезда военной техники.

## Ход парада
Впервые по Красной площади прошли Военно-инженерная ордена Кутузова академия инженерных войск им. Д. М. Карбышева и ТВВИКУ, парадные расчёты некоторых иностранных государств и новые образцы техники.
Прохождение зарубежных колонн открыл расчёт Азербайджана, за ним по Красной площади прошли военнослужащие Белоруссии, Казахстана, Киргизии, Таджикистана, Туркменистана и Узбекистана, затем Вьетнама, Египта, Китая, Лаоса, Монголии, Мьянмы.
В параде приняло участие более 11,5 тысяч военных, из них 1,5 тысячи — участники войны с Украиной. Впервые они прошли по Красной площади в 2024 году.
Впервые в параде на Красной площади участвовали:
- колонна боевых разведывательных машин БРМ-1К 136-го отдельного разведывательного батальона с новым боевым комплексом дистанционного управления и динамической защитой;
- новейшие 152-мм артиллерийские системы «Гиацинт-К» и «Мальва» на колёсном шасси, а также реактивные системы залпового огня «Торнадо-С» и тяжёлые огнемётные системы ТОС-2 «Тосочка»;
- колонна 7-го отдельного полка войск беспилотных систем с БПЛА «Орлан-10», «Орлан-30», «ZALA», «Ланцет-51», «Ланцет-52», «Гарпия» и «Герань».

## Представители иностранных государств

### Присутствовавшие на параде
- Никол Пашинян, премьер-министр Армении[24]
- Лула да Силва, президент Бразилии[15]
- Ибрагим Траоре, президент Буркина-Фасо[25]
- Желька Цвиянович, председатель Президиума Боснии и Герцеговины[26]
  -  Милорад Додик, президент Республики Сербской Боснии и Герцеговины[25]
  -  Ненад Стевандич[серб.], председатель Народной скупщины Республики Сербской Боснии и Герцеговины[26]
- То Лам, генеральный секретарь ЦК Коммунистической партии Вьетнама[27]
- Умару Сисоку Эмбало, президент Гвинеи-Бисау[28][25]
- Абдул-Фаттах ас-Сиси, президент Египта[29]
- Эммерсон Мнангагва, президент Зимбабве[28]
- Касым-Жомарт Токаев, президент Казахстана[30]
- Садыр Жапаров, президент Кыргызстана[31]
- Си Цзиньпин, председатель Китая[15][25]
- Дени Сассу-Нгессо, президент Республики Конго[32]
- Мигель Диас-Канель, президент Кубы[15]
- Ухнаагийн Хурэлсух, президент Монголии[15]
- Мин Аун Хлайн, премьер-министр Мьянмы[33]
- Джеймс Марапе, премьер-министр Папуа — Новой Гвинеи[25]
- Александр Вучич, президент Сербии[15][25]
- Эмомали Рахмон, президент Таджикистана[34]
- Сердар Бердымухамедов, президент Туркменистана[35]
- Шавкат Мирзиёев, президент Узбекистана[36]
- Теодоро Обианг Нгема Мбасого, президент Экваториальной Гвинеи[15][25]
- Тайе Ацке-Селассие, президент Эфиопии[37]
- Александр Лукашенко, частично признанный президент Беларуси[25][38]
- Николас Мадуро, частично признанный президент Венесуэлы[15][38]
- Бадра Гунба, президент частично признанной Республики Абхазия[39]
- Махмуд Аббас, президент частично признанного Государства Палестина[40]
- Алан Гаглоев, президент частично признанной Южной Осетии[41]

- Роберт Фицо, премьер-министр Словакии, прибыл в Москву, но на параде не присутствовал, он возложил венок к Могиле Неизвестного Солдата[15][25][42].

- Санджай Сетх[англ.], государственный министр (заместитель министра) обороны Индии[43]
- Шафри Шамсуддин[англ.], министр обороны Индонезии[43]
- Тхонгсаван Фомвихан, министр иностранных дел Лаоса[44]
- Анджелина Мотцекга[англ.], министр обороны и по делам ветеранов вооружённых сил ЮАР[43]

- Силия Флорес, первая леди Венесуэлы[45]
- Симона Гальперин, посол Израиля в России[46]
- Казем Джалали, посол Ирана в России[источник не указан 36 дней]
- Син Хон Чхоль[яп.]*, посол КНДР в России[47]
- Ким Ён Бок, заместитель начальника генерального штаба Корейской народной армии, генерал-полковник[48]
- Халифа Хафтар, главнокомандующий Ливийской национальной армией, фельдмаршал[49]
- Лауреано Ортега Мурильо[фр.], специальный представитель президента Никарагуа по вопросам развития отношений с Россией[50]
- Дилма Русеф, президент Нового банка развития (БРИКС), бывший президент Бразилии (2011—2016)[51]
- Бакытжан Сагинтаев, председатель коллегии Евразийской экономической комиссии[51]
- Хусейн Ибрахим Таха, генеральный секретарь Организации исламского сотрудничества[45]

### Отказались от участия
- Ильхам Алиев, президент Азербайджана[15]
- Виктор Орбан, премьер-министр Венгрии[25]
- Нарендра Моди, премьер-министр Индии (по причине конфликта с Пакистаном)[15]
  -  Раджнатх Сингх, министр обороны Индии (по причине конфликта с Пакистаном)[52]
- Прабово Субианто, президент Индонезии[53]
- Масуд Пезешкиан, президент Ирана[54]
- Ким Чен Ын, председатель Государственного совета КНДР[55]
- Тхонглун Сисулит, президент Лаоса (по причине болезни коронавирусом)[15]
- Рикардо Тревилья Трехо, министр обороны Мексики[56]
- Вооружённые силы Молдовы[57]
- Мухаммад ибн Заид Аль Нахайян, президент ОАЭ[источник не указан 36 дней]
- Асиф Али Зардари, президент Пакистана[источник не указан 36 дней]
- Мухаммед ибн Салман Аль Сауд, премьер-министр Саудовской Аравии[источник не указан 36 дней]
- Линн Трейси, посол США в России[58]
- Реджеп Тайип Эрдоган, президент Турции[источник не указан 36 дней]
- Сирил Рамафоса, президент ЮАР[источник не указан 36 дней]

## Реакция
The Washington Post назвал «провалом попыток Запада изолировать Россию», поскольку на параде присутствовали многие лидеры других стран.